# طفل ثلاثي الآباء (استبدال الميتوكندريا)
أمك قد أعطتك عينيها، لكنها يمكن أن تكون أيضا منحتك الحمض النووي الذي يحمل الطفرات الوراثية المسببة للأمراض. أظهرت دراسة أجريت على الفئران أن اثنين من التقنيات يمكن أن تقلل بشكل كبير من كمية هذا الحمض النووي التي يمكن أن تكون ضارة للبيوض والأجنة، وبذلك يمكن تجنيب الأطفال من الأمراض الوراثية. يمكن للأساليب توفير بدائل للإجراء حيث يمكن استبدال الميتوكوندريا، المثير للجدل ان هذه العملية من شأنها أن تؤدي إلى ما يسمى أجنة ثلاثية الاباء.
ان ارتباط هذا المرض الوراثي بالام بشكل خاص يعود إلى أن الحمض النووي الذي ينتقل إلى الجنين معظمه من الام والميتوكندريا يتم الحصول عليها من الام فقط ما يتم اخذه من الأب هو جزء صغير جدا حيث أن الجنين يحتفظ بالمايتوكندريا القادمه من البويضة وليست القادمه من الحيوان المنوي.
ان الامراض المتعلقه بالميتوكوندريا هي نادرة، لكنها غير قابل للعلاج حتى الآن، حيث أن الباحثون يعملون على تطوير العديد من الطرق للتخلص من الحمض النووي الذي يحمل الخلل أو منع انتقالها إلى الأبناء، فاذا تمكن العلماء من معرفه ان الام تحمل عيوب في هذه العضيات، يتم اللجوء إلى أسلوب واحد وهو، استبدال الميتوكوندريا وهو العلاج البديل، والذي يعتمد على نقل حمض نووي ريبوزي منقوص الأكسجين النووي للأم من واحدة من بيضها داخل البويضة من امرأة لديها الحمض النووي الطبيعي. ثم يتم تخصيب البويضة المتلقية وزرعها في الأم. ومع ذلك، أثارت هذه التقنية جدلا. بعض العلماء يشككون سلامتها، واعترضات أخلاقيه لأن أي طفل ينجب سيتضمن DNA من ثلاثة أشخاص.

## بداية الفكرة
بدأت هذه الفكرة في مركز خصوبة New Hope Fertility Center في نيويورك بقيادة فريق علمي يرأسه الدكتور جون زانج، الذي استخدم تقنية تعرف باسم نقل الحمض النووي للميتوكوندريا، وتتم بإفراغ الحمض النووي حمض نووي ريبوزي منقوص الأكسجين من بويضة الأم وإعادة زرعه في بويضة امرأة متبرعة، أفرغت من الحمض النووي مع الإبقاء على الميتوكوندريا السليمة فيها، عندها تتكون بويضة جديدة، تخصب بحيوانات منوية من الأب. وفي هذه الحالة يحمل الطفل الناتج 0.1 % من حمضه النووي من ألمتبرع أما باقي الشفرات الوراثية والصفات فيكتسبها من الأم والأب الحقيقيين، كلون الشعر والعينين، والصفات الوراثية الأخرى.

## سبب التسمية
سميت بثلاثي الآباء لأنها تحدث من أم وزوجها وكذلك من امرأة متبرعة بمايتوكندريا ومن المعروف ان المايتوكندريا تحوي بصمة حمض نووي ريبوزي منقوص الأكسجين.

## فائدة التقنية
هذه التقنية حلت الكثير من المشاكل والأمراض حيث منعت انتقال جينات معيبة في الميتوكوندريا مثل:
1. مرض متلازمة Leigh syndrome وهو اضطراب عصبي نادر، حاد ومُميت، يصيب الجهاز العصبي ألنامي وتكمن جينات المرض في الحمض النووي DNA الميتوكوندريا، ويُصاب الأطفال بهذا المرض عبر انتقال الجين المُسبِّب للمرض من الأمّ، ويتطوَّر بسرعة كبيرة، حيث أنَّ المُصاب يكونُ ضعيفًا ومتعبًا، وضامِرَ العضلات، ويعاني من تراكم حمض «اللبنيك» في جسمه مما يؤدي إلى تلف الكلى، ومشاكل في الجهاز التنفسي، ولا يعيش الأطفال المُصابون عادةً أكثر من ثماني سنوات.
2. أمراض العصب البصري

## تاريخ اكتشاف هذه التقنية

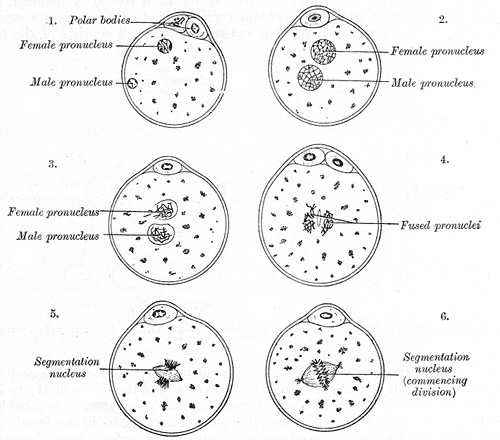
عملية الإخصاب في البويضة على فأرة الحاسوب

وتاريخياً فإن أول من طور هذا العمل الذي وصف بأنه اختراق علمي كبير هو العالم الأميركي سقراط ميتاليبوف وزملاؤه. وثابر ميتاليبوف الذي يبلغ من العمر 52 سنة من أصول كازاخستانية، ولا تستطيع غالبية الأميركيين لفظ اسمهُ على تجاربه في المركز الوطني لأبحاث فصائل القردة العليا التابع لجامعة الصحة والعلوم في ولاية أوريجون، الذي هو واحد من ثمانية مراكز تعتني بهذا الشأن في البلاد، وأمضى سنوات في استكمال وإتقان أسلوب لإنتاج بويضات قرود بميتوكوندريا جرى التبرع بها. وأقنع مطوري البرمجيات الكمبيوترية اعتماد برنامج يتيح مشاهدة العمليات الجراحية الدقيقة بالزمن الحقيقي. كما جرى تطوير مجهر خاص يتيح للأيادي البشرية البليدة إجراء العملية عن طريق عصا قيادة.وجاء النجاح في عام 2008م في غرفة مختبر مظلمة ساخنة. وفي 24 أبريل 2009م ولد قردان هما «ميتو» و«تراكر» عن طريق ميتوكوندريا مستبدلة.وكان ميتاليبوف وزملاؤه قد اثبتوا سابقًا صحةَ مفهوم استبدال الحمض النووي بالمُتَقَدِّرات ام تي DNA، من خلال نقل مغزل الكروموسوم في بويضات قرد المكاك (الآسيوي)، وهنا استخدموا هذه التكنولوجيا الحديثة للبويضات البشرية. وقدموا أيضاً تقريراً عن صحة قرد ماكاك في عمر ثلاث سنوات من مواليد بويضة، تم استبدال الحمض النووي الخاص بمُتَقَدِّراتها. ومهد هذا العمل الطريق لاستبدال الحمض النووي بالمُتَقَدِّرات ام تي DNA وجعل هذه التقنية حقيقة واقعة.
وقام ميتاليبوف في وقت لاحق، مع بعض التعديلات، بتقليد الأسلوب، ولكن على بويضات بشرية، لكن لم يسمح لهذه البويضات أن تنضج نظرا لأن القوانين الاتحادية في أميركا تمنع استغلال مثل هذه الأمور الخاصة بالمورثات. وطور ميتاليبوف هذا العمل عن طريق إتمام وإتقان نسخة من أصغر وأدق عملية جراحية في العالم، ألا وهي عملية إزالة نواة من بويضة بشرية ووضعها في بويضة أخرى. ويكمن أسلوب ميتاليبوف في وضع نواة من بويضة الأم في بويضة المتبرعة التي انتزعت منها نواة، وبذلك تتخلف الميتوكوندريا المعطوبة التي تعوم خارج النواة في سيتوبلازم البويضة هذه.
وأصبحت بريطانيا أول دولة في العالم تسمح بتقنية الإخصاب الصناعي الثلاثي العلاجية، لتصبح المملكة المتحدة أول بلد في العالم، تقنن إجراء هذا النوع من التلقيح الاصطناعي بعد أن صوتَ نواب مجلس العموم هناك بالموافقة على السماح بالتبرع بالميتوكوندريا لأول مرة في العالم في خطوة وُصِفت بأنها تاريخية، وتنتج هذهِ التقنية أجنة تحمل الصفات الوراثية لثلاثة أشخاص مختلفين، وباتت بريطانيا قاب قوسين أو أدنى، من السماح بولادة أطفال من «أب وأمّين» ومن المحتمل أن ولادة أول طفل في العالم يحمل حمضاً نووياً من ثلاثة أفراد بالغين ستتم في بريطانيا عما قريب.

## تقنية إنتاج طفل ثلاثي الاباء

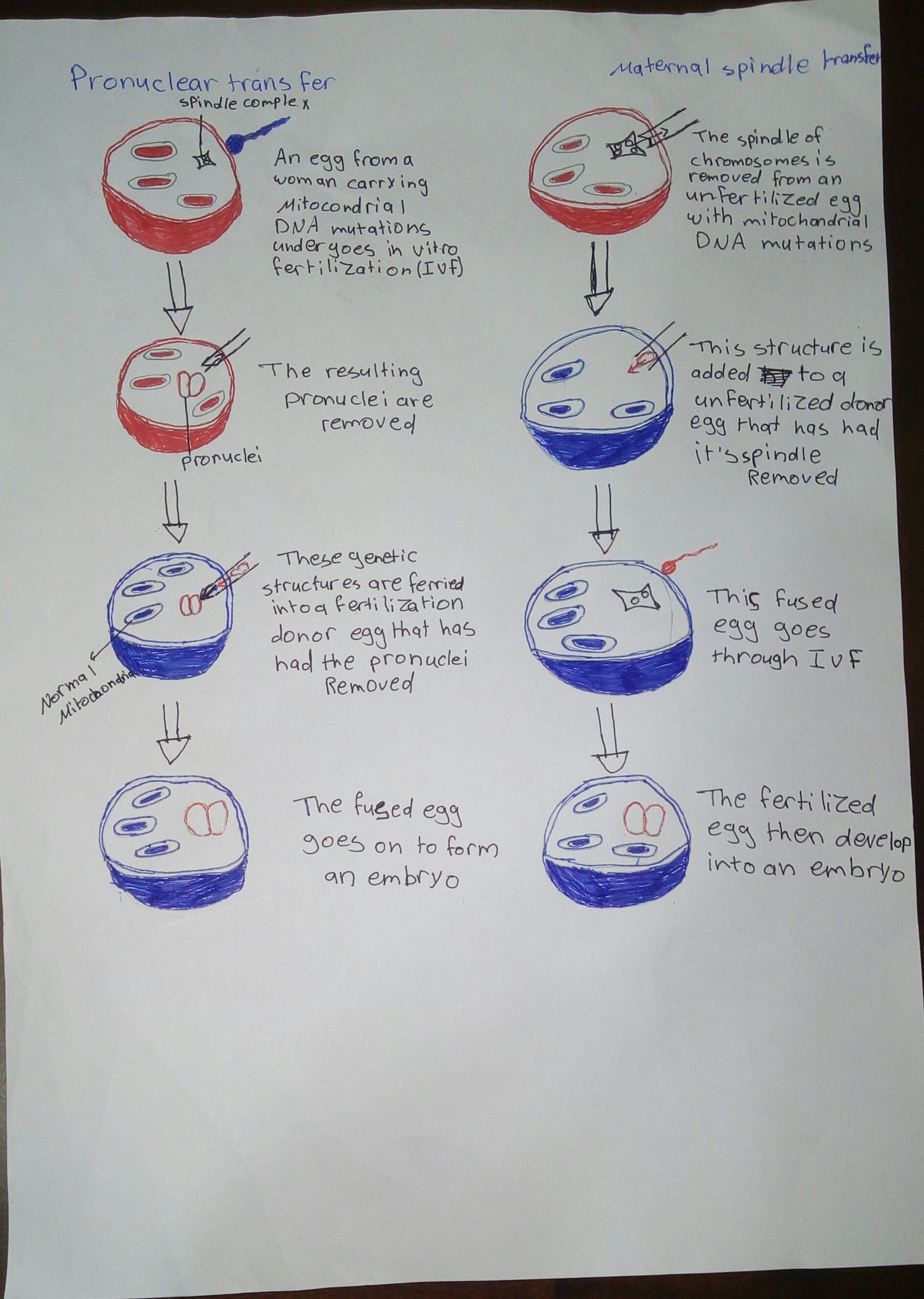
تقنيتان مختلفتان يمكن استخدامهما لمنع الاطفال من وراثه امهاتهم" استبدال "الميتوكندريا

الطفل ثلاثي الاباء هي تقنيه يولد بها طفل يحتوي على مادة وراثيه من أمرأتين ورجل ويقول مؤيدوها إنها تشكل حلا للأمهات اللواتي يعانين أمراض معينة، بينما يرى معارضوها أنها مثيرة للجدل وتؤسس لمعضلات أخلاقية.وتعرف هذا التقنية أيضا باسم «الطفل ثلاثي الوالدين» «والاخصاب الصناعي الثلاثي»، وفي نهاية سبتمبر/أيلول 2016 أعلن ولادة طفل لأبوين أردنيين بهذه التقنية، تحت إشراف فريق طبي أميركي، ووقت الإعلان كان الطفل قد أصبح يبلغ من العمر خمسة أشهر، حسب ما ذكرته مجلة «نيو ساينتست»، ففي هذه الحالة يحمل الطفل الناتج 0.1 % من حمضه النووي من المتبرع، أما باقي الشيفرات الوراثيه والصفات الوراثية فيكتسبها من الأم والأب الحقيقيين، كلون الشعر والعينين، والصفات الوراثية الأخرى.
ولفهم تقنية الاخصاب الصناعي الثلاثي يجب فهم ما يحدث في حالة الإخصاب الطبيعي. في الإخصاب الطبيعي يخصب الحيوان المنوي البويضة، وتنتقل مادته الوراثية إلى البويضة وتندمج، أما بالنسبة للميتوكوندريا من الأب فإنها لا تنتقل إلى البويضة، وبالتالي فإن البويضة الملقحة تحوي ميتوكوندريا من الأم فقط، وأيضا معرفة مكان وجود المادة الوراثية في الخلية حيث أنها توجد في عضيتين:
- الأولى النواة، وفيها معظم المادة الوراثيه.
-الثانية المايتوكندريا، والتي تحتوي على كميه صغيره من المادة الوراثيه.
اما إذا كانت الميتوكوندريا لدى الأم فيها خلل فهذا قد يؤدي هذا إلى إصابة الطفل بأمراض، مثل ما حدث مع الأم الأردنية السالفة الذكر، إذ كانت مصابة بمتلازمة لي (Leigh syndrome) نتيجة حملها جينات معيبة في الميتوكوندريا، وهو اضطراب مميت في النظام العصبي النامي، وأدى ذلك إلى وفاة طفلين سابقين للأم الأردنية. ففي مثل هذه الحالة هناك طريقتان، في الأولى تخصب بويضتان بواسطة الحيوانات المنوية، ليتكون جنينٌ من الأبوين الأساسيين، وآخر من المتبرعة. ثم يتم نزع النواة من كلا الجنينين مع الاحتفاظ بتلك الخاصة بالأبوين. ليتكون الجنين السليم عبر إضافة نواتي الأبوين للجنين المتكون من بويضة المتبرعة بعد نزع نواتها، حيث يُزرع الجنين في النهاية بالرحم، بينما تُعالج في الطريقة الثانية بويضة الأم التي تحتوي على ميتوكوندريا معيبة، حيث يتم نزع نواة هذه البويضة، واستبدالها بنواة بويضة المتبرعة التي تحتوي على ميتوكوندريا سليمة، لتتكون في النهاية بويضة سليمة تحتوي على المادة الوراثية الخاصة بالأم جاهزة لعملية التخصيب بالحيوانات المنوية.

## الميتوكوندريا
لغالبية الناس تعتبر كلمة «ميتوكوندريا»، أي الحبيبات الخطية، أو المقتدرات لا تعني شيئا. ولكت من يهتم قد يجد وصفا لها في أي كتاب من كتب علم الأحياء.
فعضية الميتوكوندريا أحد مكونات الخلية الحية حقيقية النواة، وتسمى الحبيبات الخيطية أو (المتقدرات)، وهي التراكيب أو بني (عضيات) داخل الخلايا تعمل كبطاريات دقيقة مولدة للطاقة في خلايا الإنسان، وتحول الطاقة المختزنة في المواد الغذائية إلى شكل يمكن للخلايا استخدامه. وإذا حدث بها خلل فإنها تفقد القدرة على تصنيع الطاقة بشكل جيد مما يؤثر على نشاط وحياة الخلية.
يحتوي الحمض النووي للميتوكوندريا على 16 ألف قاعدة، ولا يحتوي على إنترونات، ويتواجد منه ما بين 2000 إلى 3000 نسخة في كل خلية. ونشأت الميتوكوندريا التي تمد الخلايا حقيقية النواة بالطاقة من بدائيات النوى وتحتوي على جينوم مختزل بشكل كبير يُرمِّز حصرياً لبروتينات الغشاء للسلسلة التنفسية.وريبوسومات الميتوكوندريا، أو الميتوريبوسومات، متخصصة بدرجة عالية لترجمة الجينات المرمَّزة بواسطة الميتوكوندريا.
وحدوث الطفرات في الحمض النووي الخاص بالميتوكوندريا يسبب امراضا بشريه مختلفه يتم توارثها عن طريق الام، لأن كل المُتَقَدِّرات اللَاقِحِيّة مستمده من البويضة، والطفرات الوراثية التي تحدث في الميتوكوندريا قد تكون سبب رئيسي لأمراض تصيب الأطفال والكبار وتختلف الأمراض باختلاف الطفرة الوراثية.
ويتم توريث الطفرة الوراثية عن طريق الأم فقط، ولا يتم توريثها عن طريق الآباء، بسبب أن الحيوانات المنوية لا تشارك إلا بعدد قليل جداً ويكاد يكون معدوم من الميتوكوندريا بعكس البويضة، كما أن هناك آلية خلوية للتخلص من الميتوكوندريا المحمولة عن طريق الحيوان المنوي، ومثل هذه الطفرات نادرة، لكن قد تنشأ عنها مصاعب ومشكلات كثيرة، بما فيها تلف الأعصاب، وقصور القلب، وفقدان النظر.
ويولد طفل بين كل 4000 طفل في أمريكا مصاباً بأمراض موروثة مرتبطة بالميتوكوندريا، إذ لا يوجد علاج لها، والقليل فقط من المصابين يعيشون حتى سن البلوغ. ويولد واحد من بين كل 200 طفل بميتوكوندريا تحمل حمضاً نووياً معطوباً، وتعاني حوالي 2500 سيدة في بريطانيا من أمراض متعلقة بالميتوكوندريا.

## تجارب فاشلة
رغم أنَّ المختصِّين يعتبرون أنَّ التقنية الجديدة ثورة علميَّة بكلّ المقاييس، إلاَّ أنَّ هذه التكنولوجيا الجديدة المعروفة باسم «تبرُّع الميتوكوندريا»، تُثير المخاوف أيضًا، حيث أنَّها ليست المرّة الأولى التي يولد أطفال بها، ففي أواخر التسعينيات 1990م، نجح علماء في تخصيب جنينين من بويضات متبرعة، حقنت بالحمض النووي للأم، ولقحت بحيوانات منوية للأب، فكانت النتيجة اضطرابات وراثية، بسبب وجود الميتوكوندريا من مصدرين مختلفين، مما جعل إدارة الغذاء والدواء الأمريكية توقف العمل بهذه التقنية تمامًا.
ويقول الدكتور Zhang أنّه وفريقه، عندما اختبروا حالة الطفل المولود حديثًا، وجدوا عنده تحولًا في الميتوكوندريا أقل من 1 %، وهو أقلّ بكثير من أن يسبب أي مشاكل للطفل، ولتحدث أي اختلالات عنده يجب أن يكون هناك تحولًا أكثر من 18 %، ولكن مع هذا يجب متابعة مراقبة الطفل والتأكد من عدم حدوث أيّ تحوُّلات في الميتوكوندريا عنده، حيث أنَّ هناك احتمالًا أن يحدث فيها اعتلالات.